# Gallinuloididae
Gallinuloididae — вимерла родина куроподібних птахів, що існувала в еоцені (48 млн років тому) на території Європи та Північної Америки. Gallinuloididae належить до групи птахів, що є базальною відносно інших представників ряду куроподібні.

## Класифікація
- рід Gallinuloides
  - вид Gallinuloides wyomingensis
- рід Paraortygoides
  - вид Paraortygoides messelensis
  - вид Paraortygoides radagasti